# 24190 Сяоюньінь
24190 Сяоюньінь (24190 Xiaoyunyin) — астероїд головного поясу, відкритий 6 грудня 1999 року.
Тіссеранів параметр щодо Юпітера — 3,335.
Названо на честь призера конкурсу Intel Science Talent Search Інь Сяоюня (кит.: 尹暁雲).